# Chersones (Stadt)
Die antike Stadt Chersones oder Chersonesos (altgriechisch Χερσόνησος Chersónēsos oder Χερσόνασος Chersónāsos „Halbinsel“), anfangs Herakleia, dann zur Abhebung von anderen gleichnamigen Siedlungen auch Taurische Chersonesos (Χερσόνησος Ταυρική Chersónēsos Taurikḗ; lateinisch Chersonesus Taurica), in byzantinischer Zeit schließlich Cherson (Χερσών Chersṓn) genannt, liegt am Südufer der größten der insgesamt 38 Buchten von Sewastopol (Sewastopol’skaja buchta), geschützt hinter einigen Hügeln, am äußersten Südwestzipfel der Halbinsel Krim am Schwarzen Meer. In unmittelbarer Nachbarschaft zu Chersones wurde 1783 die heutige Großstadt Sewastopol gegründet.

## Urgeschichte
Schon vor 300.000 Jahren sollen frühe Menschen in Höhlen und Grotten bei Chersones gesiedelt haben.

## Griechische Polis und Bosporanisches Reich

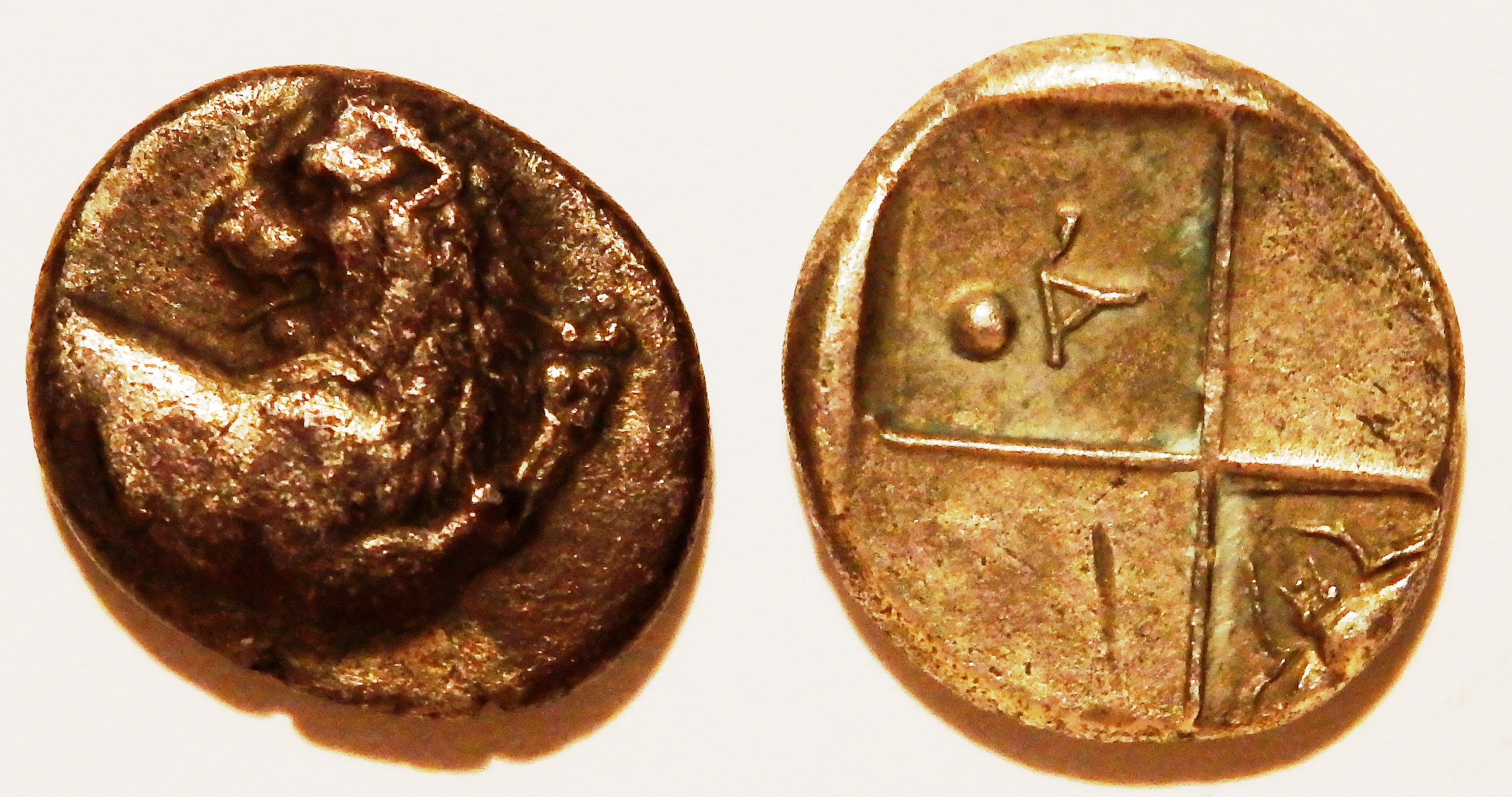
Zwei Triobole aus Chersonesos, frühes 4. Jahrhundert v. Chr.

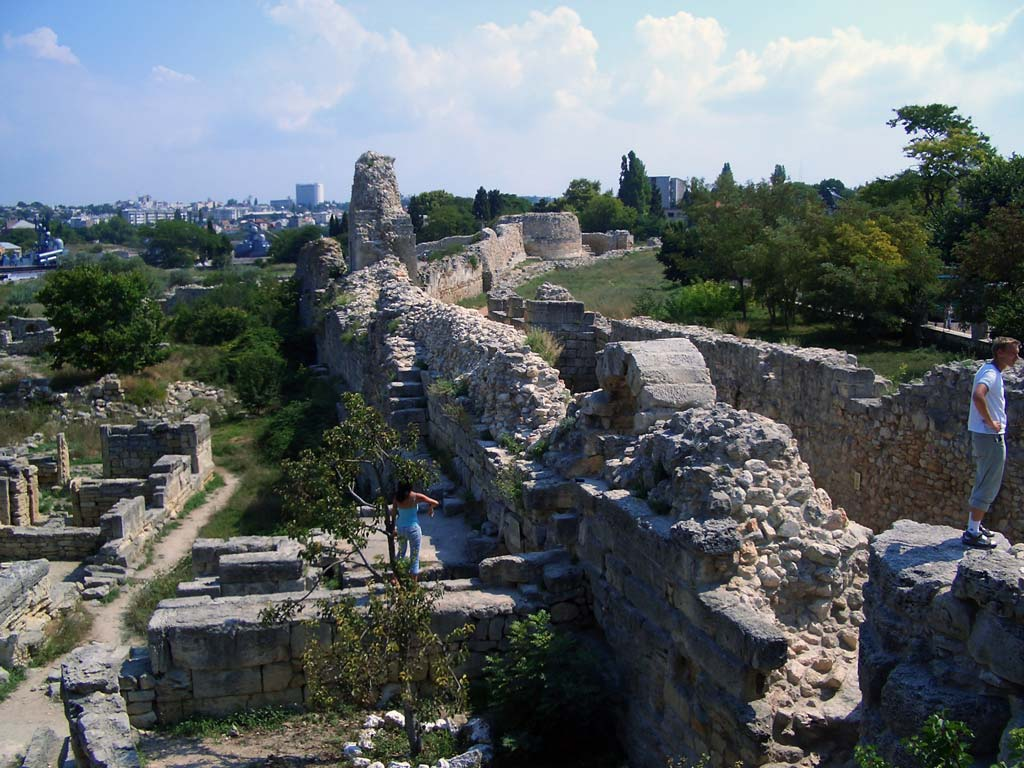
Die Ruinen von Chersonesos

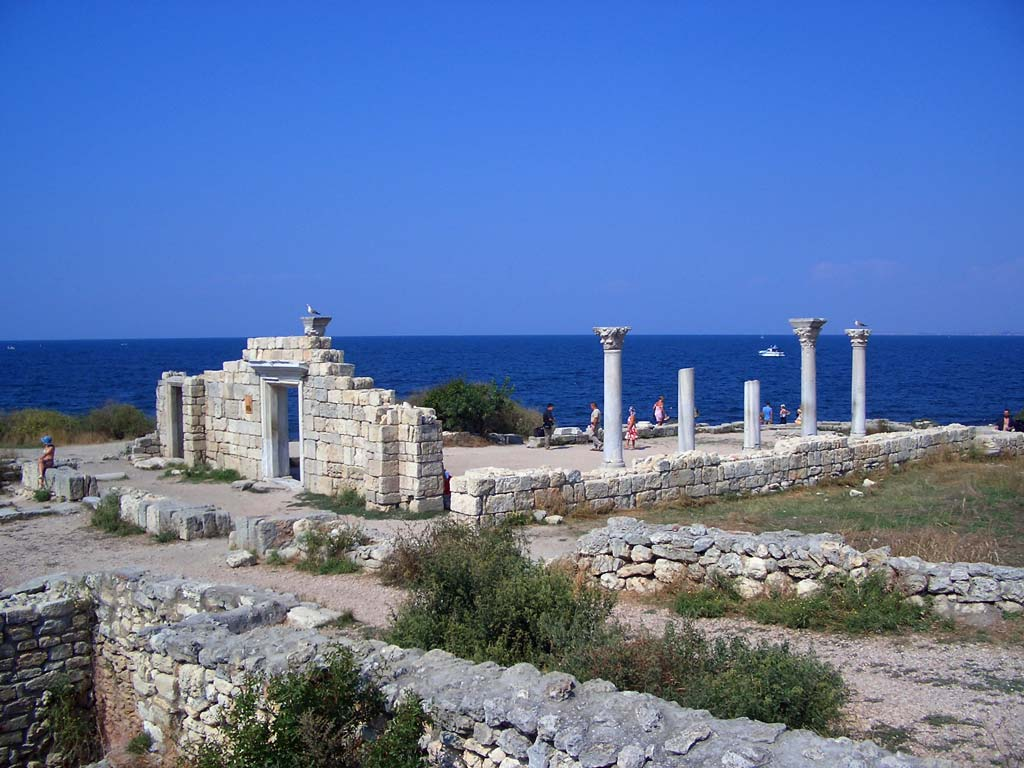
Blick auf die 1935 wiederentdeckte spätantike Basilika

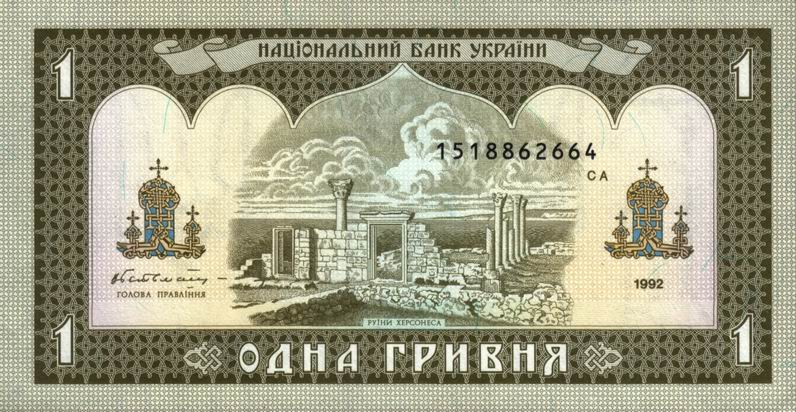
Die Ruinen von Chersones auf der 1-Hrywnja-Note von 1992

Im 6. Jahrhundert v. Chr. entstanden die ersten griechischen Kolonien auf der Krim. Die Griechen vertrieben offenbar die als räuberisch geltenden Taurer und errichteten Festungen mit dazugehörenden Häfen. Diese Apoikien wurden dann als unabhängige Poleis organisiert. Nachweislich bauten die griechischen Siedler auf der Krim Getreide und Oliven sowie (in geschützten Lagen) erstmals Wein an. Dabei wurde die Krim geographisch aufgeteilt: Die ionischen Kolonisten aus Milet gründeten Theodosia (das heutige Feodossija), Pantikapaion (heute, Myrmikon oder Mirmekion) und Nymphaion auf der Halbinsel Kertsch im Osten der Krim am Asowschen Meer, während dorische Kolonisten aus Herakleia Pontike den Südwesten der Krim besiedelten. Hier entstanden Kerkinitis (heute Jewpatorija), Kalamita (heute Sewastopol), Kalos Limen (altgriechisch Καλὸς Λιμήν „guter Hafen“, heute Tschornomorske) und eben Chersones, das ein Nachzügler war und zunächst nach der pontischen Mutterstadt Herakleia genannt wurde. An der Gründung der Apoikie sollen laut der Periegesis des Pseudo-Skymnos (letztes Drittel des 2. Jahrhunderts v. Chr.) auch delische Siedler beteiligt gewesen sein, was ein Gründungsdatum um 422 v. Chr. wahrscheinlich macht, als die Delier durch die Athener von ihrer Insel vertrieben worden waren. Die Bevölkerung des frühen Chersones gilt dennoch aufgrund der gefundenen privaten Inschriften als vorwiegend dorischsprachig.
Im 5. Jahrhundert v. Chr. vereinigten sich die nördlich des Schwarzen Meers gelegenen griechischen Kolonien – unter der Führung der Archaianaktiden aus Pantikapaion – zum Bosporanischen Reich. Im 2. Jahrhundert v. Chr., als die Skythen die Griechen angriffen, konnte sich die griechische Polis Chersones nicht mehr alleine schützen und musste deshalb den König von Pontos um Hilfe bitten. In der Folge verlor das kulturelle und wirtschaftliche Zentrum der südwestlichen Krim seine Unabhängigkeit. Im Jahr 107 v. Chr. wurden die nordpontischen Poleis vom Königreich Pontos annektiert.

## Römischer Vorposten und Chasaren-Khanat

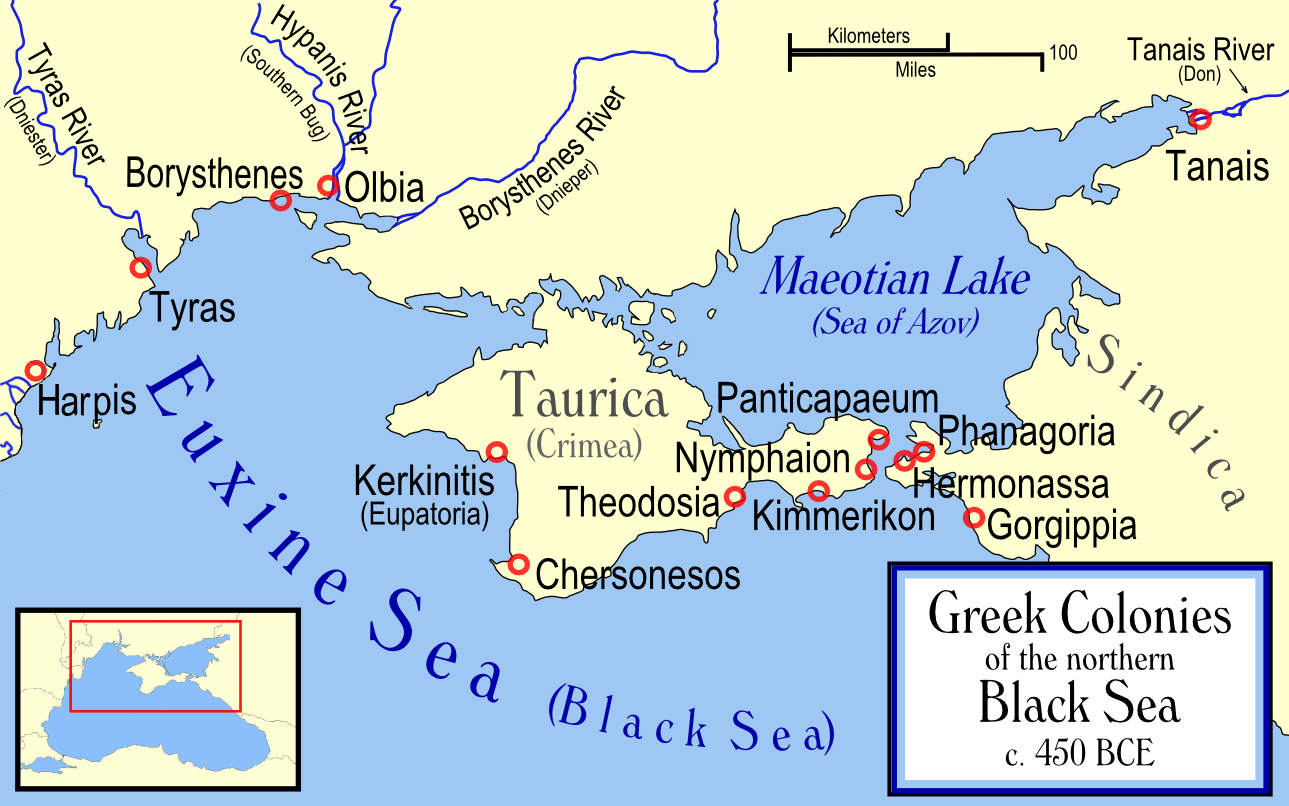
Karte der griechischen Städte am nördlichen Schwarzen Meer

Nachdem Pompeius die Macht des pontischen Königs Mithridates im Jahr 63 v. Chr. gebrochen hatte, stellten sich die Stadtbewohner von Chersones unter den Schutz Roms. Das Bosporanische Reich wurde zum Klientelstaat des römischen Imperiums. Chersones diente von nun an als Vorposten der römischen Eroberungspolitik am Nordufer des Schwarzen Meeres. Vom anhaltenden Geist der Unabhängigkeit zeugen die Münzen der Stadt Chersonesos aus der Kaiserzeit, die Aufschriften wie Chersonesou eleutheras („der freien Chersonesos“), oder sogar basileuousas („der herrschenden“), aber weder Namen noch Köpfe von Königen oder Kaisern tragen.
Die Stadt verblieb als römisch-byzantinischer Handelsvorposten bis ins späte 7. Jahrhundert beim Imperium und diente diesem als Verbannungsort, unter anderem für Papst Martin I. Auch Kaiser Justinian II. wurde dorthin nach seinem ersten Sturz 695 verbannt.
Während des byzantinischen Bilderstreits im 8. und 9. Jahrhundert stand Chersones unter chasarischem Einfluss und war für Byzanz eher Handelsniederlassung denn militärischer Stützpunkt. Dadurch wurde es Zufluchtsort byzantinischer Bilderverehrer während der Herrschaft bilderfeindlicher Kaiser.

## Byzantinische Zeit

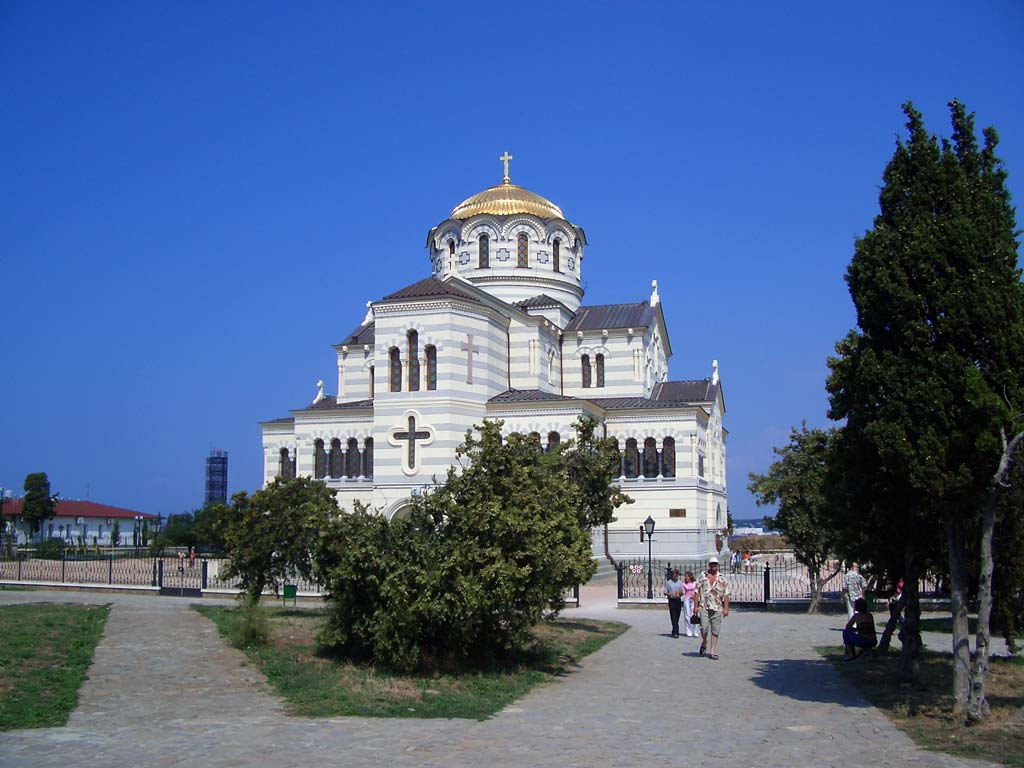
Die 1892 eingeweihte Wladimir-Kathedrale von Chersones

Als Gegenleistung für die Hilfe beim Bau der chasarischen Festung Sarkel an der Don-Mündung erhielt Byzanz 838 die Kontrolle über die Stadt Chersones zurück, die ihren griechisch-byzantinischen Charakter dann bis zur Zerstörung um 1400 bewahrte.
Um 985 besetzte der mit Byzanz gegen Bulgarien verbündete Kiewer Großfürst Wladimir I. die Stadt, mit dem Ziel, dadurch die Heirat mit Anna, der Schwester des byzantinischen Kaisers, zu erzwingen. Byzanz willigte ein, machte aber neben der Rückgabe Chersones auch die Taufe Wladimirs und die Christianisierung der Rus zur Bedingung für die Heirat.
Die byzantinische Herrschaft dauerte dann weiter bis zum 4. Kreuzzug 1204 an, nach dem Chersones zunächst an das byzantinische Teilreich von Trapezunt und im weiteren Verlauf des frühen 13. Jahrhunderts dann an die Republik Genua fiel, bis es schließlich um 1400 von der Weißen Horde zerstört und danach nicht wieder aufgebaut wurde.

## Russische Neugründung

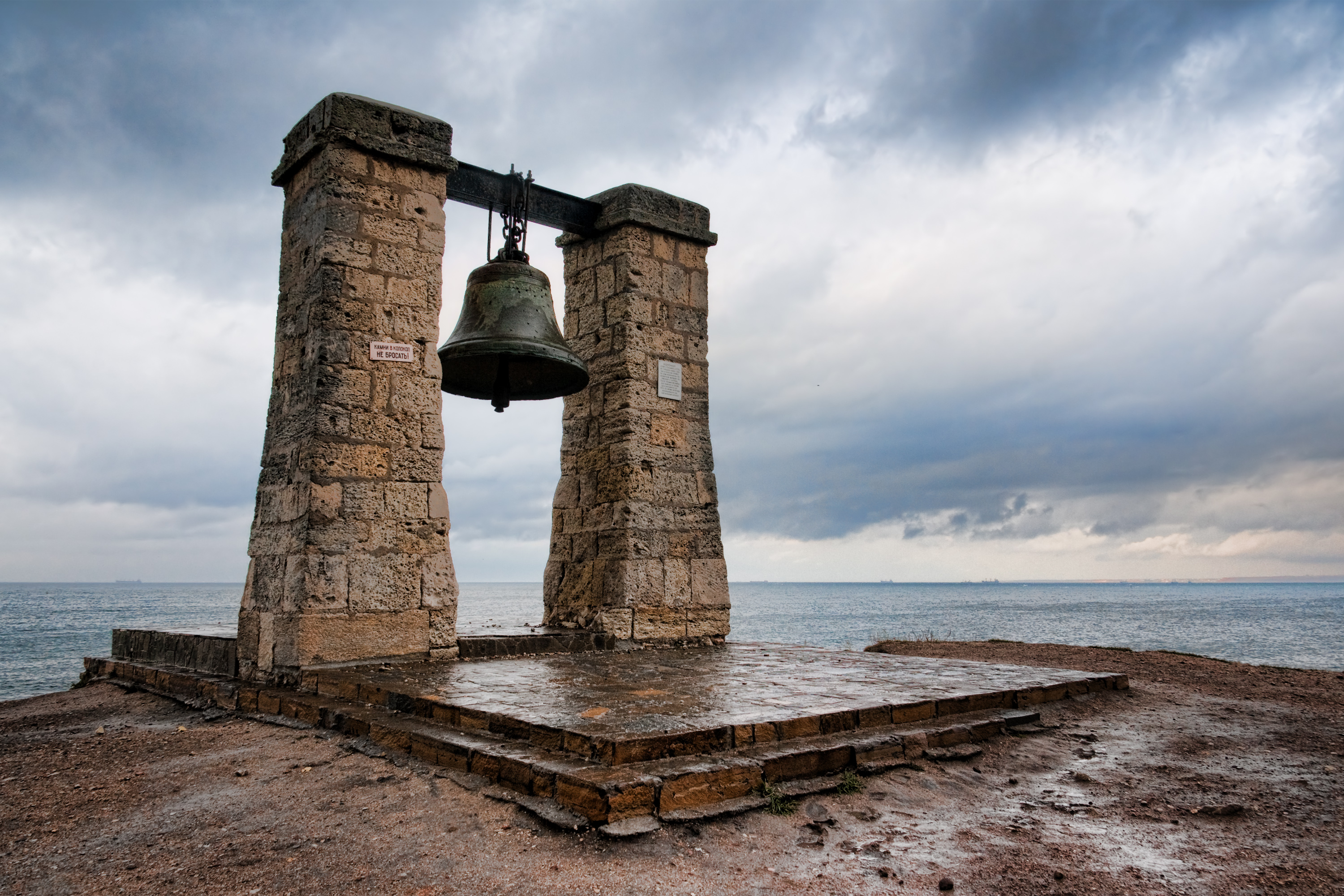
Die 1787 für die St.-Nikolaus-Kirche in Taganrog gegossene „Glocke von Chersonesos“, die seit 1925 als Nebelglocke für die Schifffahrt genutzt wurde.

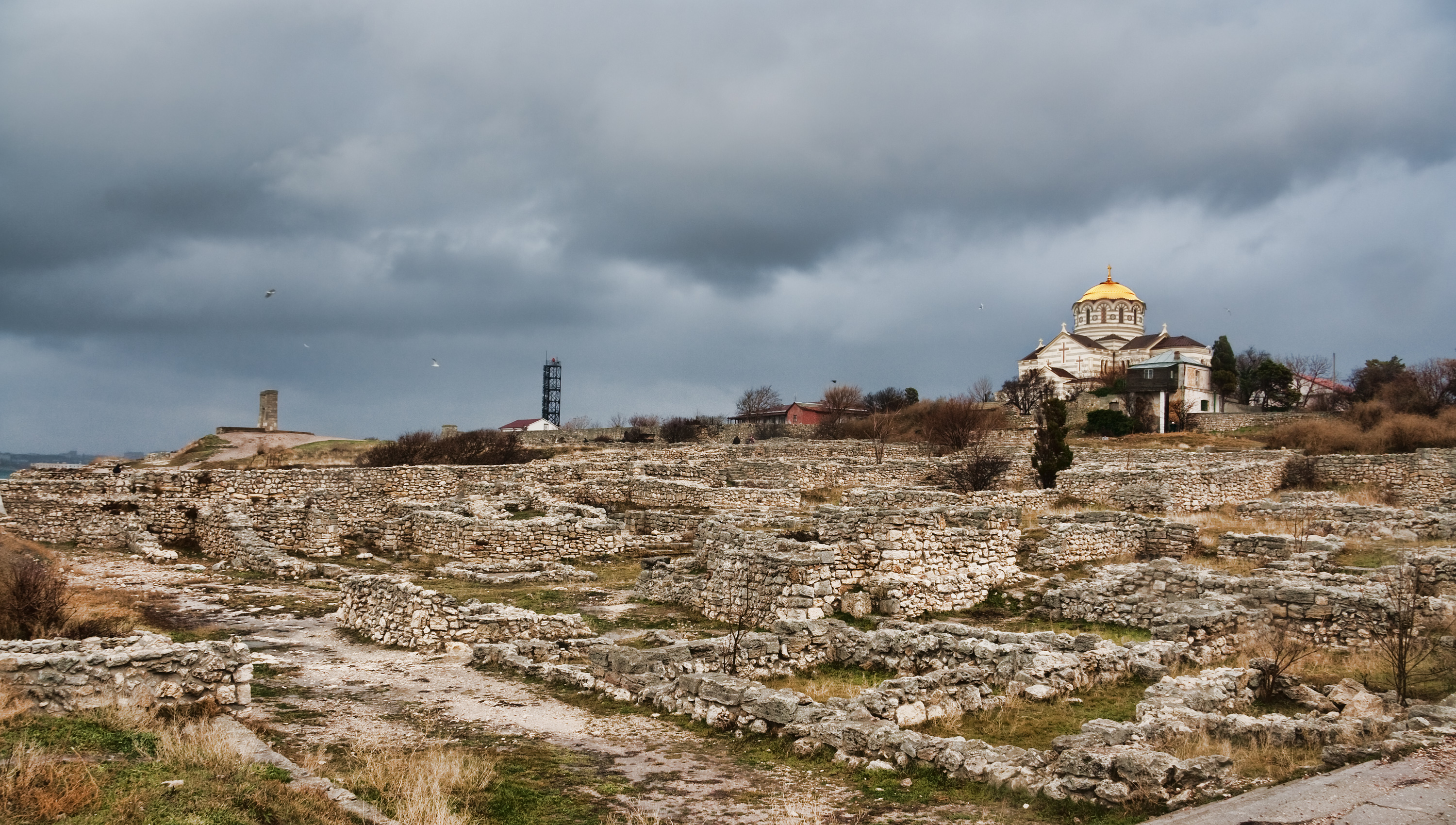
Die Wladimirkathedrale über den Ruinen des antiken Chersones

1783 gründete Zarin Katharina II. neben Chersones die Stadt Sewastopol. Das antike Chersones wurde nicht überbaut. Etwa 1820 begannen russische Archäologen mit Ausgrabungen und legten Teile der Stadt frei. Die sowjetische Schwarzmeerflotte errichtete im Ausgrabungsfeld militärische Bauten, die aber heute wieder abgebaut sind.

## Chersones heute
Heute kann man das archäologische und historische Freilichtmuseum „Chersones von Tauria“ besichtigen. Im Sommer findet hier im freigelegten Amphitheater das jährliche Theaterfestival Die Spiele von Chersones statt. Seit Sommer 2013 trägt Chersones den Titel Weltkulturerbe. In seiner Rede vom 4. Dezember 2014 vor der russischen Föderationsversammlung begründete Präsident Wladimir Wladimirowitsch Putin den russischen Anspruch auf die Krim mit der Taufe Wladimirs I. in der Kathedrale von Chersonesos. Im November 2016 weihte Putin in Moskau eine monumentale Statue von Wladimir I. ein. Der Grundstein wurde eigens aus Chersones herbeigeschafft.
Der Asteroid des inneren Hauptgürtels (2966) Korsunia ist nach der Stadt benannt.
2024 eröffnete im Vorfeld der antiken Stadtbefestigung, aber im Bereich der Vorstädte und Nekropolen ein Geschichtspark, der propagandistisch die Krim und Chersonesos als Urzelle Rußlands darstellt. Dazu wurden Fantasy-Pomp-Rekonstruktionen pseudobyzantinischer Architektur errichtet. Archäologische Notgrabungen wurden in viel zu kurzer Zeit durchgezogen.

## Sonstiges
Auf Kreta gab es zwei weitere antike Siedlungen ähnlichen Namens:
- Chersonasos, ganz an der westlichen Spitze von Kreta zwischen Platanos und Stomio an der Küste gelegen, und
- Chersonasos (oder Chersonaos) an der nordöstlichen Küste Kretas, nördlich des heutigen Chersonissos, zwischen Iraklio und Malia.